# ディラン・モーラン
ディラン・モーラン（Dylan Moran、1971年 - ）は、アイルランド出身の俳優・コメディアン・脚本家である。

## 略歴
エディンバラ・フェスティバルなどを始めとする様々なコメディ・フェスティバルに参加し賞を得ているコメディアン。
イギリスのチャンネル4で2000年より放映されたコメディ・シリーズ"Black Books"は、英国映画テレビ芸術アカデミー（BAFTA）より賞を得た。

## 主な出演作品
- ノッティングヒルの恋人 Notting Hill  (1999)
- ショーン・オブ・ザ・デッド Shaun of the Dead  (2004)
- トリストラム・シャンディの生涯と意見 A Cock and Bull Story (2005) 日本劇場未公開
- ラン・ファットボーイ・ラン 走れメタボ Run Fatboy Run (2007) 日本劇場未公開
- ある神父の希望と絶望の7日間 Calvary (2014) 日本劇場未公開（配信のみ）
- ピクシー 復讐と逃亡 Pixie (2020) 日本劇場未公開（WOWOWにて放映）